# Besenyszög
Besenyszög är en stad och kommun i distriktet Szolnok i provinsen Jász-Nagykun-Szolnok i centrala Ungern. Kommunen har 3 107 invånare (2024), på en yta av 138,08 km².